# Live in Rome 2013
Live in Rome 2013 è un album dal vivo del gruppo rock britannico Deep Purple, pubblicato nel 2019.

## Descrizione
Come il precedente album è stato pubblicato in edizione limitata con tiratura di 20 000 copie in CD e 2 000 copie in LP. Il disco è stato registrato all'Ippodromo delle Capannelle a Roma in Italia nell'estate del 2013. Il tour supporta l'album Now What?!.

## Tracce
CD 1
1. Fireball - 3:23
2. Into the Fire - 3:23
3. Hard Lovin' Man - 6:44
4. Vincent Price - 4:24
5. Strange Kind of Woman - 6:03
6. Contact Lost - 1:37
7. Guitar Solo - 2:18
8. All the Time in the World - 4:19
9. The Well/Dressed Guitar - 3:02
10. The Mule - 6:03
11. Bodyline - 4:33
12. Lazy - 8:14

CD 2
1. Above and Beyond - 5:07
2. No One Came - 5:20
3. Key Solo - 5:23
4. Perfect Strangers - 6:22
5. Space Truckin' - 5:11
6. Smoke on the Water - 7:21
7. Hush - 8:08
8. Bass Solo - 2:33
9. Black Night - 8:54

## Formazione
- Ian Gillan - voce
- Steve Morse - chitarra
- Roger Glover - chitarra, basso
- Ian Paice - batteria, percussioni
- Don Airey - tastiere